# Eagle Passage
Eagle Passage är ett sund i territoriet Falklandsöarna (Storbritannien). Det ligger i den södra delen av ögruppen, 140 km sydväst om huvudstaden Stanley.